# Marquisat de Villena
Le marquisat de Villena est un titre de noblesse espagnol créé en 1366 par Pierre IV d'Aragon. Il est recréé en 1445 par Jean II de Castille en faveur de Juan Pacheco.

## Marquis de Villena
| Premier marquisat  | Premier marquisat                                      | Premier marquisat |
| Rang               | Nom                                                    | Période           |
| ------------------ | ------------------------------------------------------ | ----------------- |
| 1                  | Alphonse d'Aragon                                      | 1366 - 1412       |
| 2                  | Pierre d'Aragon                                        | 1384 - 1385       |
| Deuxième marquisat |                                                        |                   |
| Rang               | Nom                                                    | Période           |
| 1                  | Juan Pacheco                                           | 1445 - 1474       |
| 2                  | Diego López Pacheco y Portocarrero (es)                | 1474 - 1529       |
| 3                  | Diego López Pacheco y Enríquez                         | 1529 - 1556       |
| 4                  | Francisco López Pacheco de Cabrera y Bobadilla         | 1556 - 1574       |
| 5                  | Juan Gaspar Fernández Pacheco                          | 1574 - 1615       |
| 6                  | Felipe Baltasar Fernández Pacheco                      | 1615 - 1633       |
| 7                  | Diego López Pacheco y Portugal                         | 1633 - 1653       |
| 8                  | Juan Manuel Fernández Pacheco                          | 1650 - 1725       |
| 9                  | Mercurio Antonio López Pacheco (es)                    | 1725 - 1738       |
| 10                 | Andrés Luis López-Pacheco y Osorio (es)                | 1738 - 1746       |
| 11                 | Juan Pablo López Pacheco (es)                          | 1746 - 1751       |
| 12                 | Felipe López-Pacheco de la Cueva (es)                  | 1751 - 1798       |
| 13                 | Diego Pacheco Téllez-Girón Gómez de Sandoval (es)      | 1798 - 1811       |
| 14                 | Bernardino Fernández de Velasco y Benavides            | 1811 - 1851       |
| 15                 | Francisco de Borja Téllez-Girón y Fernández de Velasco | 1851 - 1897       |
| 16                 | Mariano Téllez-Girón y Fernández de Córdoba            | 1897 - 1931       |
| 17                 | Francisco de Borja de Martorell y Téllez-Girón         | 1931 - 1936       |
| 18                 | María de la Soledad de Martorell y Castillejo          | 1950 - 1961       |
| 19                 | Ángela Téllez-Girón (es)                               | 1961 - 1966       |
| 20                 | Francisco de Borja de Soto y Martorell                 | 1966 - 1997       |
| 21                 | Francisco de Borja de Soto y Moreno-Santamaría         | 1998 - à présent  |